# Maurizio Micheli
Maurizio Micheli, född 3 februari 1947 i Livorno, Toscana, är en italiensk komiker, skådespelare och regissör inom teater och TV.

## Biografi
Micheli i Livorno 1947. Vid 11 års ålder flyttade han till Bari med sin familj. År 1967 flyttade han till Milano där han senare avlade examen vid School of Dramatic Art på Piccolo Teatro.

## Filmografi (urval)
- Allegro Non Troppo (1976)
- Café Express (1980)
- Mani di fata (1982)
- Heads I Win, Tails You Lose (1982)
- I Am an ESP (1985)
- Il commissario Lo Gatto (1987)
- Roba da ricchi (1987)
- Rimini Rimini (1987)
- Rimini Rimini - Un anno dopo (1988)
- Cucciolo (1998)
- Commediasexi (2006)
- Valzer (2007)
- The Cézanne Affair (2009)
- Pinocchio (2012)
- Women Drive Me Crazy (2013)
- Quo Vado? (2016)

## Utmärkelser
- Italienska republikens förtjänstorden — Rom, 27 december 1999[4]